# 田島正雄

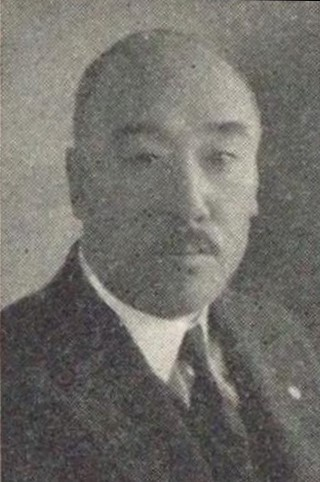
田島正雄

田島 正雄（たじま まさお、1890年（明治23年）5月8日 - 1962年（昭和37年）8月17日）は、大正から昭和期の実業家、政治家。大阪商船副社長、大阪商工会議所会頭、貴族院勅選議員。

## 経歴
奈良県添上郡奈良町角振新屋町11番地（現奈良市）で、田島基光の五男として生まれる。1913年（大正2年）7月、東京高等商業学校（現一橋大学）を卒業した。
卒業後、宇治川電気に入社した。語学の才があり勧誘を受け、1916年（大正5）12月に大阪商船に転じた。あふりか丸事務員、ロンドン在勤員、ケープタウン在勤員、ニューヨーク支店長を務め、1937年（昭和12年）1月、本社遠洋課長に就任した。1939年（昭和14年）1月、取締役に昇進し、専務取締役を経て、1944年（昭和19年）11月、副社長に就任した。この間、1942年（昭和17年）4月、船舶運営会理事長に就任し、同総裁（1943.10.1-1944.6.7）、運輸通信省海運総局海運局長（1944.2.26-6.6）を務め、戦時下の海運統制、運営に協力した。その他、原田汽船取締役、朝鮮郵船取締役、日本海汽船取締役、国際運輸取締役、山際運輸取締役なども務めた。
1946年（昭和21年）3月22日、貴族院勅選議員に任じられ、同和会に属して活動し、1947年（昭和22年）5月2日の貴族院廃止まで在任した。
1946年9月、大阪商工会議所会頭に就任したが、公職追放となり同年12月に会頭と大阪商船副社長を辞任した。
1949年（昭和24年）10月、第一汽船（現第一中央汽船）社長に就任し、会長を経て1953年（昭和28年）5月に退社した。1956（昭和31年）3月、大阪国際見本市委員会理事長兼事務局長に就任し、1960年（昭和35年）6月まで在任して貿易の振興に尽力した。
その後、病のため療養をしていたが、1962年8月、心不全のため伊丹市民病院で死去した。

## 著作
- 述『東アフリカの事情』〈講演倶楽部 no.7〉阪神実業協会、1926年。
- 『東アフリカ経済事情調査報告書』大阪商船、1926年。
- 『阿弗利加の旅』大阪商船、1942年。
- 述『船舶運営会に就て』生産拡充研究会、1942年。
- 『未完成の第二次大戦』創元社、1956年。